# NoCopyrightSounds
NoCopyrightSounds (скорочено NCS) - британський звукозаписний лейбл і музична організація, заснована Біллі Вудфорд в 2011 році.
NCS був створений як засіб, що дозволяє безкоштовно слухати музику, яка також може бути використана в створенні відео для YouTube або Twitch при вказівці виконавця і відповідних посилань в описі до відео. На лейблі в основному публікується музика, що відноситься до жанру електронної танцювальної музики, а також до інших схожих жанрів. Канал NCS на YouTube налічує більше 25 000 000 передплатників на січень 2020 року. Багато блогерів використовують музику від NCS в своїх відео, так як вона поширюється безкоштовно. Використовується і в деяких фільмах, телесеріалах і відеоіграх.
Відео NoCopyrightSounds супроводжуються звуковим візуалізатором в правій частині екрана. Він являє собою коло, пульсуючий в такт музики. Його колір залежить від музичного жанру. Більшість жанрів різними кольорами, проте є кілька винятків. Наприклад, для Ф'юче-хауса і Ф'юче-бейса використовується однаковий фіолетовий візуалізатор.

## Графічне оформлення
NoCopyrightSounds, просуваючи треки на власному YouTube-каналі, використовує характерне графічне оформлення.
У кожному відео видно коло, що рухається в ритм музики.
Воно має колір, закріплений за певним музичним жанром. У 2024 році було підтверджено співпрацю NoCopyrightSounds з популярною грою Geometry Dash, завдяки чому з'явився альбом «NCS x Geometry Dash», вміст якого доповнюють пісні, у відео до яких візуалайзер змінює форму з круглої на квадратну, оскільки персонажем у цій грі є Куб (Cube).
- червоний – драмстеп/рок

- помаранчевий – інді-денс/
синтвейв/поп

- жовтий – хаус (прогресив, електро, тропікал тощо)

- зелений – треп/джерсі-клаб

- м'ятний – глітч-гоп/pluggnb/комплекстро

- бірюзовий/ціановий – мелодійний дабстеп/мідтемпо (у 2024 році)

- морський – фонк/бразильський фанк

- синій – дабстеп

- фіолетовий – ф'ючер-хаус/техно/ф'ючер-баунс

- маджента/рожевий – драм-енд-бейс/брейкбіт

- лавандовий – ф'ючер-бейс

- білий – гардстайл/електро/бейс/мідтемпо (зараз)

- сірий - транс (лише в кліпі на пісню ді-джея NIVIRO під назвою «Annabelle's Tea Party»[9])

- чорний - альтернатива/дарк-поп/різне

NCS не завжди точно позначає жанр треку відповідним кольором. Наприклад: трек «Prism» від Summer Was Fun & Laura Brehm був позначений як інді-денс, тоді як насправді це був ф'ючер-бейс.